# Championnat de France de rugby à XIII 2000-2001
Navigation
Édition précédente Édition suivante
Le Championnat de France de rugby à XIII 2000-2001 ou D1 2000-2001  oppose pour la saison 2000-2001 les meilleures équipes françaises de rugby à XIII au nombre de douze du 2 septembre 2000 au 20 mai 2001. La finale se déroule au Stade des sept deniers à Toulouse, ce qui marque la fin de l'expérience « parisienne » de deux ans pour la finale du championnat de France. Il voit le sacre pour la septième fois de son histoire du club de Villeneuve-sur-Lot. Il marque également le retour d'un club mythique du rugby à XIII Français : Carcassonne au plus haut niveau, et pour la première fois, l'entrée en jeu de ce qui sera appelé plus tard l'« Union Treiziste Catalane », née de la fusion entre le XIII Catalan et Saint-Estève. À noter également l'arrivée dans l'élite du modeste club catalan de Saint-Cyprien. 

## Équipes en compétitions
Douze équipes participent cette saison au championnat de France de première division; le XIII Catalan-Saint-Estève, Carcassonne, Lézignan, Saint-Cyprien, Saint-Gaudens, Villefranche, Avignon, Carpentras, Pia, Limoux, Toulouse, et Villeneuve-sur-lot. 

## Format
Le calendrier est composé de deux phases :

### Première phase: saison régulière
Chaque équipe rencontre toutes les autres en matchs aller-retour.

### Deuxième phase: éliminatoires
À l'issue de la saison régulière, les huit premiers de la saison régulière se qualifient pour la phase à élimination directe. Ils sont qualifiés pour les quarts de finale prévus en aller-retour, le match aller se jouant sur le terrain du moins bien classé.

## Déroulement de la compétition

### Classement de la première phase
| Classement | Club                            | Points |
| 1er        | Villeneuve sur Lot              | 62     |
| 2ème       | Saint Gaudens                   | 53     |
| 3ème       | Toulouse                        | 52     |
| 4ème       | UTC (XIII Catalan Saint Estève) | 51     |
| 5ème       | Pia                             | 50     |
| 6ème       | Avignon                         | 44     |
| 7ème       | Limoux                          | 43     |
| 8ème       | Saint Cyprien                   | 40     |
| 9ème       | Lézignan                        | 37     |
| 10ème      | Villefranche-de-Rouergue        | 35     |
| 11éme      | Carcassonne                     | 30     |
| 12ème      | Lyon                            | 23     |

### Phase finale[1],[2]
|  | Quarts de finale         | Quarts de finale         | Quarts de finale         | Quarts de finale         |                    |                    | Demi-finales | Demi-finales | Demi-finales | Demi-finales |  |  | Finale | Finale | Finale | Finale |
|  |                          |                          |                          |                          |                    |                    |              |              |              |              |  |  |        |        |        |        |
|  |                          |                          |                          |                          |                    |                    |              |              |              |              |  |  |        |        |        |        |
|  |                          |                          |                          |                          |                    |                    |              |              |              |              |  |  |        |        |        |        |
|  | Saint-Cyprien            | Saint-Cyprien            | 28                       | 0                        |                    |                    |              |              |              |              |  |  |        |        |        |        |
|  | Saint-Cyprien            | Saint-Cyprien            | 28                       | 0                        |                    |                    |              |              |              |              |  |  |        |        |        |        |
|  | Villeneuve-sur-Lot       | Villeneuve-sur-Lot       | 42                       | 76                       |                    |                    |              |              |              |              |  |  |        |        |        |        |
|  | Villeneuve-sur-Lot       | Villeneuve-sur-Lot       | 42                       | 76                       | Villeneuve-sur-Lot | Villeneuve-sur-Lot | 28           | 21           |              |              |  |  |        |        |        |        |
|  |                          |                          |                          |                          | Villeneuve-sur-Lot | Villeneuve-sur-Lot | 28           | 21           |              |              |  |  |        |        |        |        |
|  |                          |                          | Union treiziste catalane | Union treiziste catalane | 12                 | 14                 |              |              |              |              |  |  |        |        |        |        |
|  | Pia                      | Pia                      | Union treiziste catalane | Union treiziste catalane | 12                 | 14                 | 14           | 28           |              |              |  |  |        |        |        |        |
|  | Pia                      | Pia                      |                          |                          |                    |                    |              | 28           |              |              |  |  |        |        |        |        |
|  | Union treiziste catalane | Union treiziste catalane | 39                       | 74                       |                    |                    |              |              |              |              |  |  |        |        |        |        |
|  | Union treiziste catalane | Union treiziste catalane | 39                       | 74                       | Villeneuve-sur-Lot | Villeneuve-sur-Lot | 32           | 32           |              |              |  |  |        |        |        |        |
|  |                          |                          |                          |                          | Villeneuve-sur-Lot | Villeneuve-sur-Lot | 32           | 32           |              |              |  |  |        |        |        |        |
|  |                          |                          | Toulouse                 | Toulouse                 | 20                 | 20                 |              |              |              |              |  |  |        |        |        |        |
|  | Avignon                  | Avignon                  | Toulouse                 | Toulouse                 | 20                 | 20                 | 16           | 18           |              |              |  |  |        |        |        |        |
|  | Avignon                  | Avignon                  |                          |                          |                    |                    |              |              |              |              |  |  |        |        |        |        |
|  | Toulouse                 | Toulouse                 | 32                       | 38                       |                    |                    |              |              |              |              |  |  |        |        |        |        |
|  | Toulouse                 | Toulouse                 | 32                       | 38                       | Toulouse           | Toulouse           | 34           | 9            |              |              |  |  |        |        |        |        |
|  |                          |                          |                          |                          | Toulouse           | Toulouse           | 34           | 9            |              |              |  |  |        |        |        |        |
|  |                          |                          | Saint-Gaudens            | Saint-Gaudens            | 10                 | 22                 |              |              |              |              |  |  |        |        |        |        |
|  | Limoux                   | Limoux                   | Saint-Gaudens            | Saint-Gaudens            | 10                 | 22                 | 24           | 20           |              |              |  |  |        |        |        |        |
|  | Limoux                   | Limoux                   |                          |                          |                    |                    |              | 20           |              |              |  |  |        |        |        |        |
|  | Saint-Gaudens            | Saint-Gaudens            | 20                       | 38                       |                    |                    |              |              |              |              |  |  |        |        |        |        |
|  | Saint-Gaudens            | Saint-Gaudens            | 20                       | 38                       |                    |                    |              |              |              |              |  |  |        |        |        |        |
|  |                          |                          |                          |                          |                    |                    |              |              |              |              |  |  |        |        |        |        |

## Finale - 19 mai 2001
(mt : 11 - 8)
Points marqués :
- Villeneuve-sur-Lot : 6 essais de Vergniol (11e), Perolari (17e), Durdovic (42e), Van Snick (60e), Muller (72e) et  Wulf (78e) ; 3 transformations de Banquet  (11e, 72e, 78e) ; 2 drops Frayssinous (38e) et Banquet (65e).
- Toulouse : 3 essais Y. Cazemajou (28e), Benausse (66e) et Raguin (80e) ; 3 transformations de Dorrell (28e, 66e et 80e) ; 1 pénalité de Dorrell (21e).

Évolution du score : 6-0, 10-0, 10-2, 10-8, 11-8 (mi-temps), 15-8, 19-8, 20-8, 20-14, 26- 14, 32-14, 32-20
Arbitre : M. Frileux  (Aude)
Spectateurs : 8 000
Homme du match : Banquet et Frayssinous
Composition des équipes :
- Villeneuve-sur-Lot : Frédéric Banquet - Ludovic Pérolari, Gilles Cornut, Daniel Vergniol, Mickaël Van Snick - Laurent Frayssinous (o), David Despin (m) ; Grant Dorey, Vincent Wulf, Dragan Durdovic, Arty Shead, Brock Muller, Laurent Carrasco - David Collado, Romain Gagliazzo, Romain Sort, Richard Doste - Entraîneur : Jean-Luc Albert
- Toulouse : Jean Frison - Peter Lima, Jean-Emmanuel Cassin, Frédéric Zitter, Patrice Benausse - Simon Dorrell (o), Sean Mullins (m) - Paul Mills, Christophe Cazemajou, Abderazak El-Khalouki, Troy Perkins, Jérôme Vincent, Yannick Cazemajou - Mark Faumuina, Éric Frayssinet, Sébastien Raguin, Ahmed Harrat - Entraîneur : Phil Economidis

## Effectifs des équipes présentes
| Villeneuve-sur-Lot       | Frédéric Banquet Tarik Bliel Laurent Carrasco David Collado Gilles Cornut David Despin (m) Dillinger Grant Dorey Richard Doste Dragan Durdovic Laurent Frayssinous (o) Romain Gagliazzo Brock Muller Ludovic Pérolari Arty Shead Romain Sort Mickaël Van Snick Daniel Vergniol Vincent Wulf Entraîneur : Jean-Luc Albert                          | Toulouse          | Patrice Benausse Jean-Emmanuel Cassin Christophe Cazemajou Yannick Cazemajou Simon Dorrell (o) Abderazak El-Khalouki Cédric Estebanez Mark Faumuina Éric Frayssinet Jean Frison (c) Ahmed Harrat Peter Lima Paul Mills Sean Mullins (m) Andrei Olari Troy Perkins Olivier Pramil Sébastien Raguin Jérôme Vincent Frédéric Zitter Entraîneur : Phil Economidis |
| Union treiziste catalane | David Berthezène Todd Brown (m) Pierre Chamorin Didier Cabestany Aurélien Cologni Ludovic Dauré Laurent Garnier Patrice Gomez Maxime Grésèque (o) Jérôme Guisset Sylvain Houlès Pascal Jampy Florent Lopez Gilles Mendez Ludovic Pena Jamie Peters Ashley Rhodes Aaron Smith Gael Tallec Patrick Torreilles Bruno Verges Entraîneur : Marc Guasch | Limoux            | Barra Boudjera Duane Bundock David Cénet Patrick Costes Michaël Cousseau Cédric Jalibert Pierre Jammes Palea Kailea Jérôme Laffont Philippe Laurent Mickaël Murcia (m) Jacques Pech Nicolas Piccolo (o) Christophe Pujo Christophe Rossel Olivier Rougé Frédéric Teixido John Vaigafa Entraîneur : Jean-Luc Delarose                                          |
| Saint-Gaudens            | Fourcade Abasse Éric Anselme Bel Borlin Russell Bussian Coulibaly Djemaï Arnaud Dulac Julien Gérin (o) Golder (m) Pascal Marcu Stéphane Millet Potiron Claude Sirvent Starr Surre Vigneau | Pia               | Bruni Mourad Dembri Driscoll Adel Fellous Guillaume Knecht Lacroix Lavaux Patrick Noguera O'Keafe Simarro Terrado |
| Lézignan                 | Camel Arnaud Cervello Couturier Ferrères Aaron Kirkland Lacans Fred Piva Jérôme Sarda Willy Teleaga | Avignon           | Charles Mustapha Dekkiche Fabien Devecchi Renaud Guigue Kolose Paul Okesene Amar Tamghart Dany Webster |
| Villefranche             | Decollonge Trudgett | Carcassonne       | Ballarin Vincent Banet (c) Mickaël Barthe Clark Constans Edward Expert Sébastien Fauré Folch Giné Jovani Moly C. Payraudeau Sanchez Patrice Satgé Shead Manoa Thompson Tolédo |
| Saint-Cyprien            | Jérôme Alonso Bekeira Burnham Girones Hartigan Patrick Marginet Pena Lawrence Raleigh Ramon Franck Rovira (c) Laurent Rovira Frédéric Sana Thierry Scimone Taele Tene (m) Manoa Thompson Éric van Brussel Vela (o) Webster Zonca | Lyon-Villeurbanne | F. Béranger W. Béranger Bovarbia Bruat Cadenne Capella Durand Jean-Charles Giorgi Hallilat Héchiche Kelly (o) David Marty Palmer Franck Rioux Salvant Stewart Ronel Zenon (m) |

## Médias
La finale du Championnat est retransmise en direct sur la chaîne Pathé Sport, ainsi que plusieurs autres matchs du championnat. Un match par journée étant généralement diffusé le lundi à 20h00, le premier étant Pia-Villeneuve le 4 septembre 2000.